# Aguna
Aguna este un gen de fluturi din familia Hesperiidae. 

## Specii
Aguna conține următoarele specii: 
- Aguna albistria albistria (Plötz, 1880)  Brazilia
- Aguna albistria leucogramma(Mabille, 1888)  sudul Mexicului până în Columbia și Venezuela
- Aguna asander (Hewitson, 1867) Brazilia
- Aguna asander asander (Hewitson, 1867) SUA  până în Argentina
- Aguna asander haitensis (Mabille & Boullet, 1912)  Cuba și Hispaniola
- Aguna asander jasper Evans, 1952  Jamaica
- Aguna aurunce Hewitson, 1867 Brazilia
- Aguna aurunce hypozonius (Plötz, 1880) sud-estul Mexicului până în  Venezuela
- Aguna camagura (R. Williams, 1926) Braziliaia
- Aguna cirrus Evans, 1952 Brazilia
- Aguna claxon Evans, 1952 Cuba, sudul Texas până în Columbia și Surinam
- Aguna clina   Evans, 1952   Columbia
- Aguna coeloides  Austin & O. Mielke, 1998  sud-estul Mexicului până în Brazilia
- Aguna coelus (Stoll, 1781)  Stoll's Aguna  Costa Rica și Panama până în Peru și Brazilia centrală
- Aguna ganna (Möschler, 1879)   Costa Rica până în Columbia și Venezuela
- Aguna glaphyrus (Mabille, 1888)   Brazilia
- Aguna latifascia Austin & O. Mielke, 1998  Ecuador
- Aguna latimacula Austin & O. Mielke, 1998  Brazilia
- Aguna longicauda  Austin & O. Mielke, 1998  Brazilia
- Aguna megaeles  (Mabille, 1888) Brazilia
- Aguna megaeles malia Evans, 1952  Venezuela
- Aguna mesodentata Austin & O. Mielke, 1998   Brazilia
- Aguna metophis (Latreille, [1824])  Texas până în Brazilia de sud
- Aguna nicolayi Austin & O. Mielke, 1998   Brazilia
- Aguna panama Austin & O. Mielke, 1998  Honduras până în Venezuela
- Aguna parva  Austin & O. Mielke, 1998   Brazilia
- Aguna penicillata  Austin & O. Mielke, 1998  Brazilia
- Aguna similis Austin & O. Mielke, 1998   Brazilia
- Aguna spatulata  Austin & O. Mielke, 1998   Brazilia
- Aguna spicata Austin & O. Mielke, 1998   Brazilia
- Aguna squamalba Austin & O. Mielke, 1998  Brazilia
- Aguna venezuelae  O. Mielke, 1971    Venezuela